# Usfúrida
La dinastia usfúrida o dels usfúrides (àrab: العصفوريين, al-ʿuṣfūriyyīn) fou una nissaga d'importància menor que va governar a l'Aràbia Oriental o Bahrayn, amb centre a al-Ahsa. Eren un clan dels Banu Àmir ibn Awf ibn Màlik, branca dels Banu Uqayl del grup dels Rabia.
La dinastia dels uyúnides, que governava la regió, van quedar debilitats per la revolta dels Amir dels Rabia, i això fou aprofitat pels kaysàrides o Banu Kaysar de Djazirat Kays, a la part oriental del golf Pèrsic; el 1235 les illes i al-Katif foren ocupats pels salghúrides de Fars i el 1253 els usfúrides es van apoderar d'al-Ahsa i la resta de l'Aràbia oriental; els Banu Thalaba, una tribu emparentada, els van quedar sotmesos. Al cap d'uns anys el Tibis, prínceps mercaders de Djazirat Kays, van establir el control de la regió al seu favor però la seva supremacia fou substituïda per l'eclosió d'Ormuz més a l'est. El rei d'Ormuz Tahamtan II va annexionar Djazirat Kays vers 1330 i al mateix temps Bahrayn (Aràbia Oriental). Al cap de 15 anys Turanshah d'Ormuz va visitar les illes Bahrain on es parla per primer cop de Manama. A partir d'aquest moment generalment el nom de Bahrayn es va aplicar només a les illes. Una branca dels usfúrides van retornar al poder a mitjans del segle xv amb la dinastia local dels djabrites d'al-Ahsa iniciada per Adjwad ibn Zamil, que es va estendre a les illes i va afavorir els xiïtes.